# Josef Schleich
Josef Schleich (* 22. Januar 1902 in Graz, Österreich-Ungarn; † 7. Februar 1949) war ein Österreicher, der während der Zeit des Nationalsozialismus von 1938 bis 1941 Tausenden Juden über die steirisch-slowenische Grenze zur Flucht nach Zagreb verhalf.

## Leben
Josef Schleich hatte eine Handelsschule besucht. Er betrieb u. a. eine Geflügelzucht. Er hatte sieben Kinder und galt als Lebemann. Sein Einkommen besserte er durch Schmuggel über die nahe jugoslawische Grenze auf. Saccharin und Feuerstein waren sehr gefragt. Bis zum Jahre 1938 wurde Josef Schleich 16-mal wegen Schmuggels bestraft.
Nach dem Anschluss Österreichs an das Deutsche Reich begann Schleich sein Geschäft umzuwandeln. Viele Juden wollten fliehen, wurden aber von den Zielländern nicht angenommen, weil die Nationalsozialisten ihnen sämtliches Vermögen in Form von Steuern abgenommen hatten (Reichsfluchtsteuer). Josef Schleich erkannte die „Marktlücke“ und begann den Juden landwirtschaftlichen Unterricht zu geben, der ihre Chancen von anderen Ländern akzeptiert zu werden erhöhte. Die Ausgebildeten bekamen ein Zeugnis und konnten mit diesem im Ausland einreisen. Als aber zu viele Zeugnisse ausgestellt wurden, verlor Schleich an Glaubwürdigkeit und somit auch an Kunden und Einkommen.
Ein weiteres Mal begann er sein Geschäft zu wandeln. Er wurde zum Fluchthelfer.  In Zusammenarbeit mit der Grazer jüdischen Gemeinde, dem Wiener Palästinaamt und unter den Bedingungen der Gestapo und der deutschen Grenzpolizei verhalf er mit seinen „Grenzerfahrungen“ Juden über die Grenze nach Jugoslawien und rettete ihnen somit das Leben. Für den Transport über die Grenze verlangte Schleich rund 670 Reichsmark pro Person. Offiziell war er ein Reiseführer. Sein Geschäft, das er „Reisebüro Schleich“ nannte, florierte. Vor Beginn des Balkanfeldzugs wurden seine Aktivitäten von den NS-Behörden toleriert. Als Schleich und seine Mitarbeiter am 12. März 1941 verhaftet wurden, hatte er Tausende Juden gerettet. Er verbüßte eine zehnmonatige Freiheitsstrafe wegen Devisenvergehen und wurde anschließend zur Wehrmacht eingezogen. Sein Geschäft wurde zerschlagen.
1945 kehrte er nach Graz zurück. Nun stand ihm aber ein Prozess bevor, da er von einigen Juden, die versucht hatten, mit Schleich über die Grenze zu gelangen, aber scheiterten, angezeigt worden war. Sie warfen ihm vor, sich am Vermögen der Juden bereichert zu haben. Er wurde verhaftet. Am 15. Dezember 1948 wurde das Verfahren mangels Beweisen eingestellt.
Schleich wohnte in Graz im "Carolinenhaus" Glockenspielplatz 7. Am 7. Februar 1949 starb er an Leberzirrhose.
Die Tätigkeit von Josef Schleich blieb in Österreich umstritten: er hatte damit auch Geld verdient, hatte gegen Gesetze verstoßen; andererseits rettete er Tausenden von Juden das Leben.
2002 haben sich die Braunauer Zeitgeschichte-Tage unter dem Titel "Wenige Gerechte?" kontrovers mit Josef Schleich beschäftigt.
1999 veröffentlichte seine Tochter Hannelore Fröhlich erstmals Teile seiner Biografie; 2007 das Buch Judenretter – Abenteurer – Lebemann: Mein Vater Josef Schleich.

## Dokumentationen
- Das Reisebüro des Josef Schleich, Film von Elisabeth Stratka und Gerald Navara, 45 Min., 2011